# 索契輕鐵

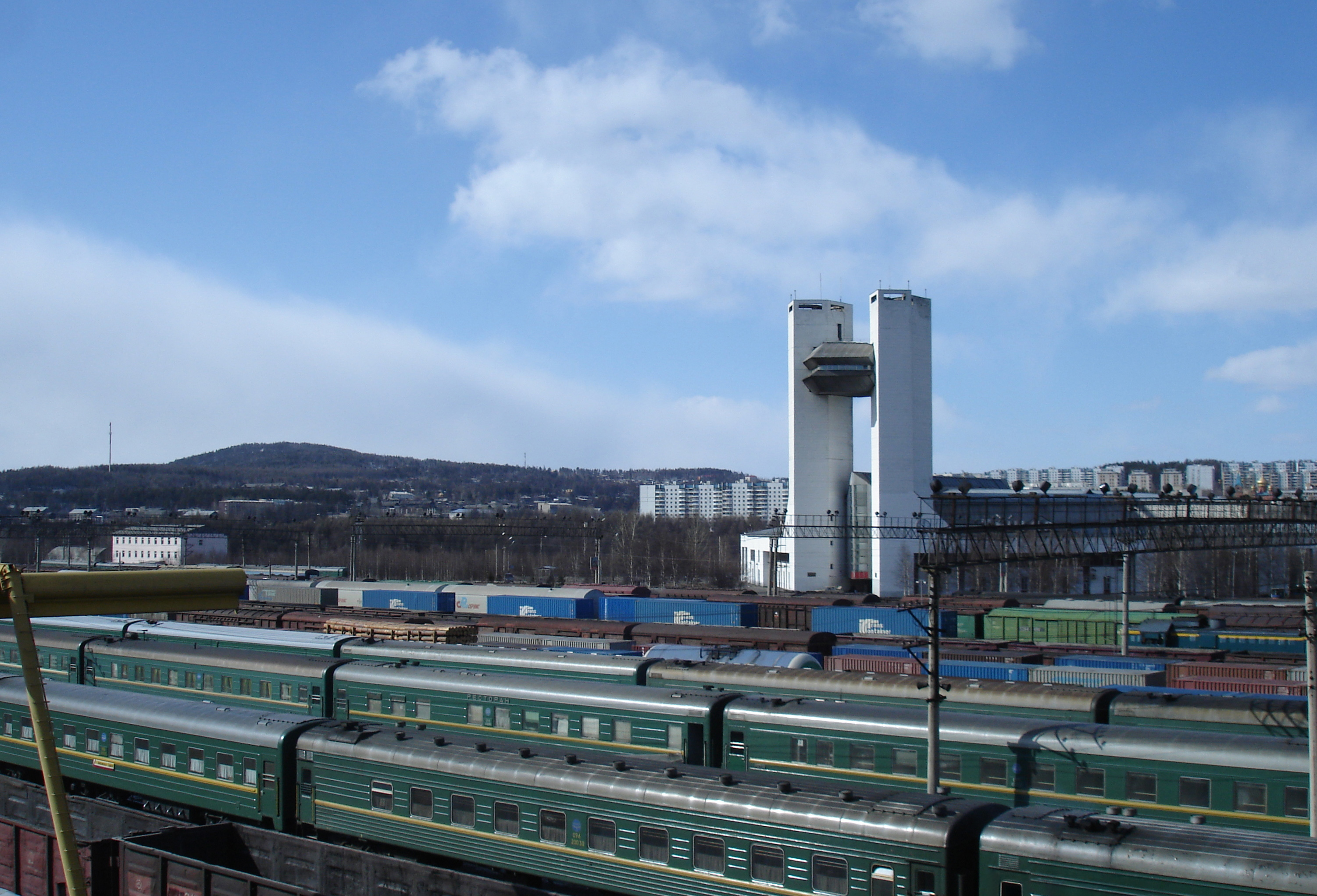

索契輕鐵是一個在俄羅斯索契計劃興建的中運量捷運，本預計2013年完工啓用，並在2014年冬奧使用，但由於當地民意的反對，興建被迫中止。

## 歷史
根据索契奥运会的新闻稿，最初提出的轻轨系统将跨越36公里，但最终选择了俄罗斯风格的轻型地铁系统。继莫斯科的布托夫斯卡娅线和圣彼得堡的纳泽姆尼快线之后，索契轻轨将是俄罗斯的第三条轻轨，也是俄罗斯总共11个快速轨道交通系统中的一个。
由于危机，该项目从轻轨改为缩小的通勤式铁路，称为索契航空快线。这条线路将连接机场和克拉斯纳亚-波利亚纳，并在阿德勒设有中间站。简略的版本将包括一条2.8公里的隧道。
工程估计预算为7.588亿美元。该系统的最初计划是建立三条相互连接的线路，总共有86.4公里的轨道和24个车站，以地下、山地隧道、高架和地面建筑混合的方式运行:
- 奥运村——格鲁舍瓦亚-波利亚纳，49.9公里，6个车站；根据正在进行的建设，索契机场没有连接到这条线路。索契机场只通过一个死胡同站与阿德勒火车站相连。
- 奥运村——马梅卡，途经阿德勒站和索契市中心（可能向西延伸至达戈米斯和乌奇德雷）。36.3公里，20个车站。
- 马梅卡——格鲁舍瓦亚波利亚纳，途经阿德勒站和索契国际机场。69.9公里，17个车站。

2008年12月，俄罗斯铁路公司宣布它将为54辆双电压（交流和直流）、时速160公里（99英里/小时）的列车进行招标，这些列车将在俄罗斯南部使用，并在索契奥运会期间使用。在俄罗斯南部使用，并在索契奥运会期间使用，载客量约为1000人。2009年2月，据报道，庞巴迪公司凭借其"Spacium"列车的设计成为赢家。2009年12月，与西门子签署了54列火车的正式合同（价值5.98亿美元）。 西门子指定的列车类型为Desiro RUS， 該款列車被命名爲 Ласточка (意指燕子).
根據Rail.co网站（英国）2012年1月27日的新闻报道称，阿德勒和索契国际机场之间的铁路将于当年晚些时候投入使用。
截至2013年12月31日，该系统的缩减版——索契航空快线。 正式運行。

## 外部連結
- Sochi Light Metro project page [永久], NPO Mostovik Corporate (outdated) （俄語）
- Sochi Light Metro （页面存档备份，存于）, on Subways.net